# Stubberup (Faxe Kommune)
Stubberup er en landsby på Sydsjælland i Hylleholt Sogn lidt øst for Faxe.
Den nævnes under navnet Stubbethorp 1275. Landsbyen blev udskiftet i 1851.
Ved bebyggelsen ligger en jernbanestation på Østbanen. Stationen hed oprindeligt Stubberup Station, men kaldes nu Faxe Syd (eller blot Faxe S). Den var tidligere overgangsstation fra Østbanen til Faxe Jernbane.
Øst for byen ligger Stubberup Skov.